# Arie den Hartog
Arie den Hartog (født 2. april 1941 i Zuidland, død 7. juni 2018) var en hollandsk landevejscykelrytter. Hartog vandt Milano-Sanremo klassikeren i 1965, og Amstel Gold Race i 1967.